# Liam Bozzetto
Liam Bozzetto (Thiene, 22 marzo 2005) è un hockeista su pista italiano.

## Carriera
È cresciuto sportivamente nelle file del Montecchio Precalcino, contribuendo alla prima promozione dei biancoverdi in Serie A1. Con l'Amatori Lodi ha debuttato nelle maggiori competizioni nazionali e internazionali per club.
Ha inoltre conquistato due bronzi europei e un argento iridato con le rappresentative giovanili italiane.